# Baha-ud-Din Naqschband
Baha-ud-Din Naqschband Buchari (arabisch-persisch بهاء الدين نقشبند, DMG Bahāʾu d-Dīn Naqšband-i Buḫārī, ‚Glanz der Religion Bildkünstler von Buchara‘; * 1318 bei Buchara; † 1389 ebenda) war der Namensgeber des Naqschbandīya-Ordens, eines der größten und einflussreichsten muslimischen Sufiorden. In den turksprachigen Regionen Zentralasiens und der Türkei wird er oft auch Şah-i Nakşibend (von persisch شاه نقشبند, DMG Šāh-i Naqšband, ‚Herrscher der Bilderkünstler‘) genannt. Die frühesten Naqschbandī-Texte erläutern nicht, was Naqschband im übertragenen (mystischen) Sinn bedeutet oder wie Baha-ud-Din diesen Beinamen erhielt. Vereinzelt wird ein familiärer Bezug zum Gewerbe der Weberei mit der dabei verwendeten Bilderkunst als etymologischer Hintergrund des Namens angeführt. Mittlerweile wird der Begriff als Abbild (arabisch نقش, DMG naqš) des göttlichen Namens Allah interpretiert, der durch den kontinuierlichen und stillen Dhikr im Herzen entstehe.

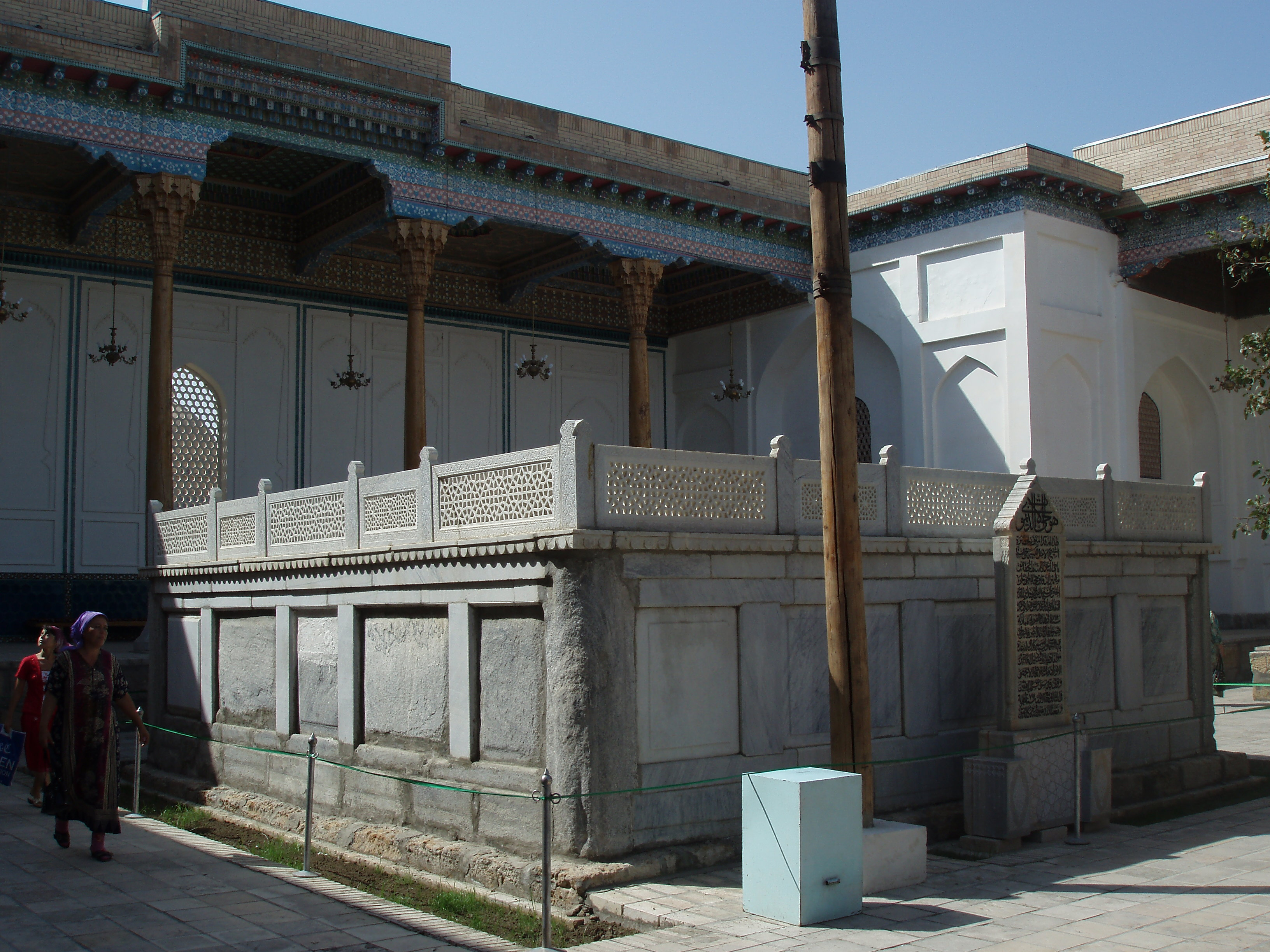
Naqschbandi-Mausoleum in Buchara

## Biographie
Angaben, die ihm eine Nachkommenschaft von Dschaʿfar as-Sādiq zuschreiben, konnten von der Forschung nicht bestätigt werden. Es wird vermutet, dass spätere Interpreten seine Silsila, die mit Dschaʿfar as-Sādiq einen Nachkommen ʿAlī ibn Abī Tālibs enthält, absichtlich oder unabsichtlich mit seiner biologischen Abstammungsgeschichte verwechselten. In zeitgenössischen Darstellungen Baha-ud-Dins wird von ihm nicht als Sayyid gesprochen. Wohl aber wird er als Mitglied und Höhepunkt einer Reihe von Khadschagan (persisch خواجگان, DMG Ḫwāǧagān, ‚die Weisen‘, türkisch Hacegan) genannten zentralasiatischen Meistern des Sufismus beschrieben, die Abu Yusuf Hamadani begründet habe.
Baha-ud-Din wurde im Monat Muharram des Jahres 718 nach Hidschri-Zeitrechnung (März 1318 n. Chr.) in der Ortschaft Kasr-i Hinduwân bei Buchara im heutigen Usbekistan geboren. Drei Tage nach seiner Geburt adoptierte ihn Bābā Moḥammad Sammāsī, der Murschid seines Großvaters und Nachfolger Hamadanis, als spirituellen Nachkommen. Die spirituelle bzw. geistige Adoption ist eine im Sufismus gängige Form der Initiationsanbahnung. Sammasi beauftragte seinen Schüler Amir Kulal mit der Unterweisung Baha-ud-Dins in die Lehre und Praxis der Sufis, woraufhin dieser viele Jahre an der Seite Kulals verbrachte.
Während dieser Zeit wurde Baha-ud-Din der Überlieferung zufolge in einem Traum durch den Geist des verstorbenen Sufis Ḫwāǧa ʿAbd al-Khāliq Ghudschduwānī initiiert, woraufhin er in einer Epiphanie von der Existenz einer Silsila großer Sufimeister erfuhr. Dieses Ereignis brachte ihm den Beinamen Uwais bei. Als Uwais gilt unter Sufis ein Adept, der sich sowohl von den Lehren eines verstorbenen Sufimeisters inspirieren lässt, als auch einem anderen, lebenden Sufimeister folgt. Uwaisis führen als Vorbild dieser Praxis den Zeitgenossen Mohammeds Uwais al-Qarani an, der als erster Sufi überhaupt gilt, den Propheten jedoch nie persönlich traf. Der Geist Ghudschduwānīs habe Baha-ud-Din den Auftrag gegeben, den Dhikr fortan still zu praktizieren, sich ohne Ausnahmen (arabisch-persisch رخصت, DMG roḫṣat, ‚Erlaubnis, Bewilligung‘, türkisch ruhsat) an die Scharia zu halten und sich streng an der allgemein gültigen islamischen Lehre zu orientieren (arabisch-persisch عظيمت, DMG ʿazīmat, ‚wichtige Angelegenheit‘, türkisch azimet). Er schloss sich aufgrund dieser Erfahrung mit Erlaubnis Kulals dessen Schüler Mawlānā ʿĀref Dīkgarānī an, und perfektionierte in seiner Gesellschaft die Praxis des stillen Dhikr.
Später machte er mit zwei türkischen Sufis der Yesevi-Tariqa Bekanntschaft. Während er mit Scheich Küsem nur kurz Kontakt hatte, blieb er zwölf Jahre bei Khalil Ata. Dieser Khalil Ata wird von einigen Quellen als identisch mit dem Tschagatai-Khan Kazan betrachtet. Dass Baha-ud-Din diesem als tyrannisch beschriebenen Herrscher gedient und in dessen Herrschaftsbereich als Scharfrichter auf die konsequente Anwendung der Scharia hingewirkt habe, gilt jedoch als nicht seriös belegt.
Nach dem Sturz Khalil Atas kehrte Baha-ud-Din in seinen Geburtsort Kasr-i Hinduwan zurück und begann eigene Schüler zu unterweisen. Er verließ die Region nur noch dreimal. Er absolvierte zweimal die Pilgerfahrt Haddsch und schloss bei einer dieser Reisen einen Besuch bei Shaikh Zayn-al-Dīn Abū Bakr Ṭayyābādī in Herat an. Seine dritte Reise führte ihn auf Einladung des seinerzeitigen Herrschers Moʿezz-al-Dīn Ḥosayn erneut nach Herat. Dort erklärte er dem Herrscher die Prinzipien seiner mystischen Praxis.
Er starb am 3. Rabīʿ al-awwal 791 (2. März 1389) in seinem Geburtsort, der ihm zu Ehren Kasr-i Arifan genannt wurde. In heutiger Zeit wird der Ort Bogoudin genannt.

## Wirkung
Baha-ud-Din gilt als Stifter und Namensgeber der Naqschbandīya-Bruderschaft. Es ist jedoch nicht überliefert, dass er selbst je explizit eine solche Tarīqa gegründet hätte. Diese entwickelte sich wohl erst nach seinem Tod mit der Kanonisierung seiner Lehren und Praktiken und nannte sich fortan tarik-i nakşibendi. Charakteristisch für diese mystische Tradition ist der Bezug auf die Khwajagan genannten früheren Meister, die Betonung des stillen Dhikr, sowie die Ablehnung des Gebrauchs von Musik und weiteren Praktiken, die unter damaligen Sufis verbreitet waren. Obwohl Baha-ud-Din als zentrales Glied der Silsila der Naqschbandīya gilt, hat er zu den elf Grundsätzen (kalimat-i kudsiyya) des Ordens lediglich drei beigetragen:
- wukuf-i zamanî,  das Gewahrwerden der Zeit und des eigenen spirituellen Zustands während des Dhikr;
- wukuf-i adadî, das Gewahrwerden der Anzahl und der wahren Bedeutung des Dhikr;
- wukuf-i kalbî, das Gewahrwerden des Herzens und damit seine Einbeziehung in, sowie Kontrolle durch die Praxis des Dhikr.

Die restlichen acht Grundsätze stammen von ʿAbd al-Ḵhalik Ghujduwânî. Gleichwohl der stille Dhikr als konstitutives Element der Naqschbandīya gilt, wird Baha-du-Din oft als Nachfolger der im 9. und 10. Jahrhundert aktiven mystischen Malamatiyya-Bewegung betrachtet, die ebenfalls den stillen Dhikr praktizieren ließ.
Die Stadt Buchara hat bereits in der Vergangenheit enorm von Baha-ud-Din profitiert und tut dies bis zum heutigen Tage. Ihren in ganz Zentralasien gültigen Status als Zentrum islamischer Gelehrsamkeit und Religiosität verdankt sie vor allem seinem Wirken. Unter Bezug auf die Schutzkräfte, die ihm von seinem Lehrer Baba Muhammed Sammasi verliehen worden seien, wurde er in Buchara laut Nur ad-Din Abdur Rahman Dschami schon zu Lebzeiten Khwaja Bala-gardan (Abwender des Unheils) genannt. Seine Grabstätte wurde zum Mausoleum ausgebaut, das heute als eines der Nationaldenkmäler Usbekistans und wichtige Pilgerstätte gilt. Es zieht jährlich eine große Anzahl von Pilgern und Touristen an und beherbergt neben dem Grab Baha-ud-Dins einen Friedhof, auf dem viele Naqschbandi-Sufis bestattet wurden, sowie ein sufisches Studienzentrum.

## Werke
Baha-ud-Din wurde eine Vielzahl religiöser Gedichte und Traktate zugeschrieben, meist jedoch ohne von der Forschung als authentisch bestätigt worden zu sein. Zumindest für das seinen Namen tragende Werk Awrād-e bahāʾīya gilt eine Urheberschaft als nicht ausgeschlossen. Nichtsdestotrotz gibt es weder eine Bezugnahme auf dieses Werk in frühen Ordens-Texten, noch gilt es als kanonischer Bestandteil des von der Naqschbandīya verwendeten Schriften-Korpus.
Als jene Werke, die seiner geistigen Haltung noch am nächsten kommen, gelten neben dem Awrād-e bahāʾīya das von Fahreddin Ali Safi verfasste Rašaḥāt, das Nafaḥāt von Nur ad-Din Abdur Rahman Dschami, das Anīs al-ṭālebīn von Salāḥ-al-Dīn Boḵārī, und vielleicht als wichtigste Quelle das Resāla-ye qodsīya von Khwadja Mohammad Parsa.

## Nachkommen
Baha-ud-Din war Vater von zwei Töchtern. Über seine Tochter Sayyida Zahra, die seinen Schüler Ala-ud-Din heiratete, gilt Baha-ud-Din als Stammvater der Hazrat Ischaane, die als Oberhaupt des Naqschbandīya-Ordens gelten, und zu denen auch Khwaja Khawand Mahmud und Sayyid Mir Jan zählen.